# 時間管理大師 (Dear Jane歌曲)
時間管理大師 是香港樂隊Dear Jane於2023年推出的由粵語單曲，樂隊成員Howie作曲，甄敏延填詞。

## 創作與製作
時間管理大師是香港華納唱片旗下樂隊Dear Jane的單曲，由樂隊成員Howie作曲，香港華納的藝人與製作部主任甄敏延填詞，Dear Jane編曲，Howie、關禮琛、樂隊主音Tim監製，是甄敏延首次為Dear Jane填詞。歌曲時長3分36秒，以
拍的B大調創作，每分鐘90拍，風格為朋克搖滾。
歌詞關於时间管理，描述一種工作態度：面對死線（Deadline）臨近仍然保持自己的節奏，並堅持在死線前交出高品質的作品。

## 發行
此歌由香港華納唱片於2023年6月6月派至各電台及電視台，6月7日起於各主要網絡音樂平台發售。後收錄於2023年7月發行的Dear Jane專輯《X》中。

## 音樂影片
音樂影片在6月12日公開。由樂隊主音Tim親自執導及剪接，多位同公司的歌手參與演出，包括洪嘉豪、張蔓姿、Kiri T、Nancy Kwai、樂隊Zpecial的成員康聰及煒賢。

## 榜單成績
| 週榜榜單（2023年） | 最高排名 |
| ------------------ | -------- |
| 903專業推介        | 1        |
| 新城勁爆本地榜     | 2        |
| Chill Club 推介榜  | 2        |

## 獎項及提名
| 頒獎年月  | 頒獎禮                         | 獎項                          | 結果 |
| --------- | ------------------------------ | ----------------------------- | ---- |
| 2024年5月 | Chill Club 推介榜年度推介23/24 | 評審團表揚獎 搖滾歌曲（之一） | 獲獎 |

## 備註
1. ↑  英文名稱按官方音樂影片。